# Hvidvaskning
Hvidvaskning er en eller flere økonomiske transaktioner, der foretages med henblik på at skjule, at en indtægt stammer fra en kriminel handling, f.eks. skatte- eller momsunddragelse, salg af narkotika, økonomisk kriminalitet m.v. Hvidvaskningen har således til at formål at forandre de illegale, "sorte penge" til legale, "hvide penge", som kan anvendes normalt.
Der bruges, særligt efter 11. september 2001, store ressourcer på at bekæmpe hvidvaskning af penge, idet terrororganisationer også anvender sig af metoden. Den Internationale Valutafond skønner, at hvidvaskningen har et omfang, der svarer til mellem 2 og 5 % af verdens BNI.
Ofte finder hvidvaskningen sted via internationale overførsler mellem netværk og/eller enkeltpersoner. Danske banker, advokater, revisorer, ejendomsmæglere m.fl. er forpligtet til at kontrollere kunders identiet og indberette mistænkelige transaktioner til politiet som følge af et EU-direktiv fra 1991, der er implementeret ved Lovbekendtgørelse 2011-04-15 nr. 389
om forebyggende foranstaltninger mod hvidvask af udbytte og finansiering af terrorisme som ændret ved lov nr. 155 af 28. februar 2012. 

## Hvidvaskning i Danmark

### Hvidvaskningsloven
I henhold til hvidvaskningsloven (Lovbekendtgørelse nr. 389 af 15. april 2011) § 4, stk. 1 defineres "hvidvaskning" således:
Ved hvidvask skal i denne lov forstås
1) uberettiget at modtage eller skaffe sig eller andre del i økonomisk udbytte, der er opnået ved en strafbar lovovertrædelse,
2) uberettiget at skjule, opbevare, transportere, hjælpe til afhændelse eller på anden måde efterfølgende virke til at sikre det økonomiske udbytte fra en strafbar lovovertrædelse eller
3) forsøg på eller medvirken til sådanne dispositioner.
Stk.2. Bestemmelsen i stk. 1 omfatter også dispositioner foretaget af den, der har begået den strafbare lovovertrædelse, som udbyttet hidrører fra.

## Hvidvaskning i EU
I februar 2013 fremsatte Europakommissionen forslag om en fjerde revision af direktiv om forebyggende foranstaltninger mod anvendelse
af det finansielle system til hvidvask af penge og finansiering af terrorisme (Hvidvaskdirektivet - KOM(2013)45/3), samt forslag til
forordning om oplysninger, der skal medsendes ved pengeoverførsler (KOM(2013)44/2). Forslagene har til formål at skærpe de gældende EU-regler om pengeoverførsler
og bekæmpelse af hvidvask og terrorfinansiering.
Det foreslås som noget nyt, at myndighederne skal udarbejde nationale risikovurderinger, som identificerer det pågældende lands risiko for, at staten, borgere eller virksomheder bliver misbrugt til hvidvask og terrorfinansiering. Risikovurderingerne foreslås offentliggjort. Der stilles også krav til finansielle virksomheder m.v. om udarbejdelse af egne risikovurderinger af den pågældende virksomhed, om skærpet risikostyring og krav om, at virksomhederne gennem intern revision udfører kontroller af de finansielle virksomheders procedurer for bekæmpelse af hvidvask og terrorfinansiering. Reglerne om kundelegitimation skal gøres klarere og mere gennemsigtige. Således foreslås det bl.a., at kunder, der er finansielle virksomheder m.v., ikke længere automatisk er omfattede af undtagelsen fra kravet om legitimation. Derudover stilles der krav om, at alle selskaber og andre juridiske personer skal have kendskab til sine reelle ejere, og at oplysninger herom skal være tilgængelige for myndigheder og andre finansielle virksomheder m.v.
Direktivforslaget har konsekvenser for den praksis, at advokater indsætter flere klienters midler på en fælles klientkonto. Efter de gældende regler skal den reelle ejers identitet gøres tilgængelig for pengeinstituttet, når instituttet spørger herom. I forslaget til revisionen af direktivet foreslås denne undtagelse ophævet og erstattet af et ubetinget krav om identifikation af klienterne (de reelle ejere), når disse har penge indestående på en advokats fælles klientkonto. Advokatrådet har i en udtalelse af 3. sept. 2014 gjort gældende, at 
"Hvis forslaget gennemføres som fremlagt, vil det kunne medføre betydelige problemer for advokaterne og deres klienter, både af praktisk art og i særlig grad også vedrørende fortroligheden og tillidsforholdet mellem advokat og klient."
I et høringssvar til direktivforslaget påpeger Finansrådet bl.a., at det vil være hensigtsmæssigt, at oplysninger om virksomheders reelle ejerskab fandtes i et kvalitetssikret offentligt register.